# (14) Irene
(14) Irene és un asteroide molt gran del cinturó d'asteroides. És un asteroide rocós que conté també ferro i níquel. Va ser descobert des de l'Observatori George Bishop de Londres per l'astrònom anglès John Russell Hind el 19 de maig de 1851. És el nombre 14 de la sèrie. La seva corba de llum, bastant plana, indica que és un objecte esfèric. S'han observat quatre ocultacions estel·lars per part d'Irene.